# Mr. Snuffleupagus
Aloysius Snuffleupagus (chiamato anche Mr. Snuffleupagus, per gli amici Snuffy) è uno dei personaggi del programma televisivo educativo per bambini, Sesame Street. Snuffy appartiene alla specie immaginaria degli Snufflepagus, simili a dei mammut lanosi senza zanne e orecchie, e con una lunga coda folta e a punta. È il miglior amico di Big Bird e ha una sorellina di nome Alice.

## Storia
Snuffy debutta nella terza stagione di Sesamo apriti nel 1971. Per molti anni, Big Bird è stato l'unico personaggio nello show a vedere Mr. Snuffleupagus, mentre gli adulti dello show lo ritenevano solo un amico immaginario, ma più tardi, nella stagione 17 (1985), finalmente Snuffy si rivela agli adulti.

## Movimento
Mr. Snuffleupagus è praticamente un grande costume, e per muoverlo occorrono due persone che lo indossino, una per le zampe anteriori e un'altra per le zampe posteriori.
I suoi movimenti facciali sono gestiti da chi muove le zampe anteriori: usa un lungo bastone per muovere gli occhi, una maniglia per sbattere le palpebre, e un'altra maniglia per muovere la parte inferiore della bocca (dato che le dimensioni della bocca di Snuffy rendono praticamente impossibile fargliela muovere come un burattino normale, ovvero aprendo e chiudendo le dita).

## Curiosità
- Quando non vi sono riprese, i produttori di Sesame Street appendono il costume di Snuffy al soffitto dello studio, avvolto in una coperta. Questa soluzione è stata adottata a causa della mancanza di spazio nel deposito per il gigantesco costume del personaggio.
- Il costume è così grande che, per portarlo da un set all'altro durante la produzione dell'episodio ambientato alle Hawaii, è stato utilizzato un elicottero.
- L'originale Mr. Snuffleupagus aveva un aspetto piuttosto inquietante: aveva occhi giallo brillante, le palpebre immobili e le ciglia gialle. Era molto magro e parlava con un tono depresso e per qualche motivo, a volte, diceva frasi senza senso. È stato ridisegnato nella Stagione 4 con occhi bianchi, palpebre mobili, ciglia lunghe e nere e il corpo del costume fu imbottito. La sua personalità diventa sempre più allegra con il passare degli anni.